# ادوارد کریستین
ادوارد کریستین (به انگلیسی: Edward Christian) (زادهٔ ۱۴ سپتامبر ۱۸۵۸) بازیکن فوتبال اهل انگلستان بود که سابقهٔ بازی در تیم ملی فوتبال انگلستان را در کارنامهٔ خود دارد. وی در تاریخ ۵ آوریل ۱۸۷۹ تنها بازی ملی خود را در مقابل تیم ملی فوتبال اسکاتلند انجام داد.